# Municipio de Mexicaltzingo
El municipio de Mexicaltzingo es un municipio y su cabecera municipal es el pueblo de San Mateo Mexicaltzingo ubicado en el Estado de México, en México. Se encuentra cerca de Toluca. Mexicaltzingo significa del náhuatl «Lugar donde habitan los distinguidos mexicanos». Limita al norte Metepec; al sur con Chapultepec y Calimaya; al este con Metepec y Chapultepec; y al oeste Calimaya y Metepec. Según el censo del 2020 tiene una población total de 13 807 habitantes.

## Mitología y comercio
El pueblo de San Mateo Mexicaltzingo fue fundado en 1475 cuando Axayácatl ordenó que varias familias fueran trasladadas al área al sur de lo que hoy es Toluca. Este pueblo fue fundado más específicamente por familias de un pueblo cerca de Ixtapalapa . El pueblo fue destruido casi por completo por los españoles, quienes destruyeron su lugar de culto e hicieron que la gente abandonara sus tierras. Luego cambiaron el nombre del pueblo de San Mateo Mexicaltzingo ('Xan Mateuhtzin' es la interpretación náhuatl de San Mateo, y el pueblo también era conocido por ese nombre) alrededor de 1527. Algunos nativos regresaron para formar un pueblo semiindependiente gobernado por un tlatoani o jefe para 1560. El primer templo dedicado a San Mateo Apóstol fue construido en 1603, con una iglesia posterior construida en 1776. El área tenía un control autónomo variable y en 1743 la ciudad se estaba reconociendo como la autoridad gobernante del área, aunque el municipio no sería oficial hasta el siglo siguiente. En 1843, el arzobispo de México instalaría aquí un vicario permanente. El municipio se estableció en 1869, pero el palacio municipal no se construiría aquí hasta 1921.
En el censo del INEGI de 2005, la ciudad de San Mateo Mexicaltzingo tenía una población de 8,611 personas.
La base económica de la ciudad depende bastante de la producción agrícola del municipio periférico. La ciudad es conocida como productora de chicharrón y sirve como distribuidora de productos alimenticios a municipios cercanos, Toluca e incluso a la Ciudad de México. También hay un pequeño motel aquí, así como una fábrica de piezas de metal y dos fábricas que producen suministros de construcción. Las tiendas minoristas aquí atienden principalmente a las necesidades de los locales.
Cerca se encuentran zonas arqueológicas inexploradas llamadas de la Loma, Las Palmas, Tecacaxtitla y Bohuantilta. La ciudad en sí tiene una Casa de Cultura que alberga un pequeño museo del Ferrocarril Toluca a Tenango del Valle.

## Personajes ilustres
- Cristóbal Ignacio Tovar, primer presidente municipal (1823-1897).

- Genaro Rodríguez, presidente municipal, síndico y defensor de El Llano de Mexicaltzingo (1837-1911).

- Adeodato Estrada Serrano, originario de San Mateo Atenco, presidente municipal y defensor de El Llano de Mexicaltzingo (1840-1919).

- Cristóbal Olmedo, destacado profesor e investigador histórico de la comunidad (¿?-1951).

- Felipe Estrada Garduño, destacado político estatal (1882-1962).

- Lorenzo Camacho Escamilla, periodista, presidente municipal e investigador histórico (1884-1976).

- Fermín Rodríguez Moreno, destacado profesor (1890-1937).

- Ricardo Ramos Arzate, político (1925-¿?).

- María del Carmen Palacios Ávila, originaria de Tepepan, Xochimilco, Ciudad de México, profesora destacada (1926-1995).

- Soledad Monroy Sánchez, destacada profesora, que en 1977 obtuvo la presea honor Estado de México (1930-¿?).

- María del Carmen González Fajardo, profesora y primera mujer regidora (1930-1994).

- Adolfo Estrada Montiel, político y destacado abogado (1931-1983).

- Alfredo Díaz González Iturbe, profesor e historiador (1932-¿?).

- Soledad Estrada Montiel, profesora (1933-¿?).

- Bulmaro Roldán González, político e ingeniero civil (1935-¿?).

- Serapio Ramos Jiménez, político, presidente municipal y abogado (1935-1987).

- Margarito Rangel Domínguez, industrializador del chicharón (1935-1995).

- Luis Gildardo Vázquez Moreno, tenor y músico (1936-¿?).

- Irma Roldán González, profesora y pintora (1937-¿?).

- José López Fontes, político y abogado (1941-¿?).

- Francisca Laura Ortega Balbuena, profesora y fundadora de dos jardines de niños (1942-¿?).

- Heliodoro Ramos Arzate, físico-matemático (1950-¿?).

- Jorge Ramos Campirán, abogado y político (1966-¿?).

- Abel Urbina García, Destacado político, sindico municipal, regidor, juez menor, escritor, personaje ilustre (1928-¿?)

- Gilberto Aurelio Urbina Mejía, Médico destacado, síndico municipal, fiscal, pilar de la Peregrinación Ciclista: Mexicaltzingo y pueblos unidos a San Juan de los Lagos Jalisco (1954-2020)

## Demografía
Según el censo INEGI de 2020, la población actual de Mexicaltzingo es de 13,807 habitantes. Las principales localidades del municipio son las siguientes:

Principales localidades del municipio de Mexicaltzingo.

| Localidad               | Población |
| San Mateo Mexicaltzingo | 10,854    |
| Delegaciones San Isidro | 1,803     |
| Colonia El Calvario     | 641       |
| Delegaciones Mazachulco | 509       |
| Total Municipio         | 13,807    |

## Jurisdicción
Como sede municipal, San Mateo Mexicaltzingo tiene jurisdicción de gobierno sobre las siguientes comunidades: Colonia Mazachulco, Colonia San Isidro, El Calvario y Las Palmas. El municipio tiene 12,19 km² y limita con los municipios de Metepec, Calimaya y Chapultepec. La población municipal total en 2005 era de 10.161 personas.
Los inicios del municipio se remontan a 1603, cuando el virrey Marqués de Montes Claros agrupó administrativamente a San Mateo Mexicaltzingo con las aldeas de Santa María Concepción, San Bartolomé, San Miguel Chapultepec y San Andrés Ocotlán en una zona llamada San Antonio Otompa. Este distrito dependía de Calimaya pero en 1700 se separó de esta entidad. La petición oficial para convertirse en un municipio fue hecha por San Mateo Mexicaltzingo y sus comunidades temáticas actuales en 1849, pero no fue aprobada hasta 1869.
La agricultura es la principal actividad económica en el cultivo de maíz, forraje animal, cebada, zanahorias, chícharos y otros frijoles, ciruelas, duraznos y manzanas. La cría de ganado incluye vacas lecheras y, en menor grado, cerdos, ovejas y caballos. La mayor parte de la leche se produce para autoconsumo. Las aves domésticas incluyen pollo para carne y huevos, y hay algo de producción de miel.
El municipio cubre un área de 12.19 km² y está ubicado entre los paralelos 19°11'43 y 19°13'15 de latitud norte, y los meridianos 99°33'05 y 99°37'02 de longitud oeste.